# Боханский сельсовет (Хотимский район)
Боханский сельсовет — упразднённая административная единица на территории Хотимского района Могилёвской области Белоруссии.

## Географическое положение
Боханской сельсовет находится в центральной части Хотимского района, граничит с Березковским, Беседовичским, Тростинским сельсоветами.
Административный центр — агрогородок Боханы- находится в 10 км от Хотимска.

## История
В 2013 году Боханский сельсовет упразднён.

## Состав
Боханский сельсовет включает 4 населённых пункта:
- Боханы — агрогородок.
- Канава — деревня.
- Мосин — деревня.
- Павловка — деревня.

## Экономика
- СПК «Октябрь-Березки» Председатель уже не Кундикова

## Социальная сфера
На территории сельсовета расположены: ГУО "Бохановский УПК «Детский сад-средняя школа», 2 фельдшерско-акушерских пункта, 1 сельский клуб, 1 Дом культуры, 2 библиотеки, 2 отделения связи, 2 магазина.